# Aleksandr Kislitsyn
Aleksandr Kislitsyn (en kazakh : Александр Кислицын, Aleksandr Kîslîtsyne), né le 8 mars 1986 à Karaganda au Kazakhstan, est un footballeur international kazakh, qui évolue au poste de défenseur.

## Biographie

### Carrière en club
Avec les clubs du Shakhtyor Karagandy, du Tobol Kostanaï et du Kairat Almaty, Aleksandr Kislitsyn dispute deux matchs en Ligue des champions, et 8 matchs en Ligue Europa,.

### Carrière internationale
Aleksandr Kislitsyn compte 25 sélections avec l'équipe du Kazakhstan depuis 2008,.
Il est convoqué pour la première fois en équipe du Kazakhstan par le sélectionneur national Bernd Storck, pour un match des éliminatoires de la Coupe du monde 2010 contre l'Angleterre le 11 octobre 2008. Le match se solde par une défaite 5-1 des Kazakhs.

## Palmarès
- Avec le Kairat Almaty
  - Vainqueur de la Coupe du Kazakhstan en 2014